# Nanomantis gilolae
Nanomantis gilolae är en bönsyrseart som beskrevs av John Obadiah Westwood 1889. Nanomantis gilolae ingår i släktet Nanomantis och familjen Iridopterygidae. Inga underarter finns listade i Catalogue of Life.